# Округ Лин (Тексас)
Округ Лин (енгл. Lynn County) је округ у америчкој савезној држави Тексас. По попису из 2010. године број становника је 5.915.

## Демографија
Према попису становништва из 2010. у округу је живело 5.915 становника, што је 635 (9,7%) становника мање него 2000. године.
| Група             | 2000.         | 2010.         |
| Белци             | 3.377 (51,6%) | 2.984 (50,4%) |
| Афроамериканци    | 186 (2,8%)    | 127 (2,1%)    |
| Азијати           | 10 (0,2%)     | 8 (0,1%)      |
| Хиспаноамериканци | 2.923 (44,6%) | 2.743 (46,4%) |
| Укупно            | 6.550         | 5.915         |